# 比利·加博尔
威廉·A·加博尔（英語：William A. Gabor，1922年5月13日—2019年6月4日），美国职业篮球运动员，职业生涯效力于NBA锡拉丘兹民族队，1953年入选NBA全明星阵容。